# João Comneno Vatatzes
João Comneno Vatatzes (em grego: Ἱωάννης Κομνηνός Βατάτζης), ou simplesmente João Comneno ou João Vatatzes, foi um importante político e líder militar bizantino durante os reinados de Manuel I Comneno (r. 1143–1180) e Aleixo II Comneno (r. 1180–1183). Ele nasceu por volta de 1132 e morreu de causas naturais durante uma revolta que ele mesmo iniciou contra Andrônico I Comneno (r. 1183–1185) em 16 de maio de 1182.

## Biografia

### Origem

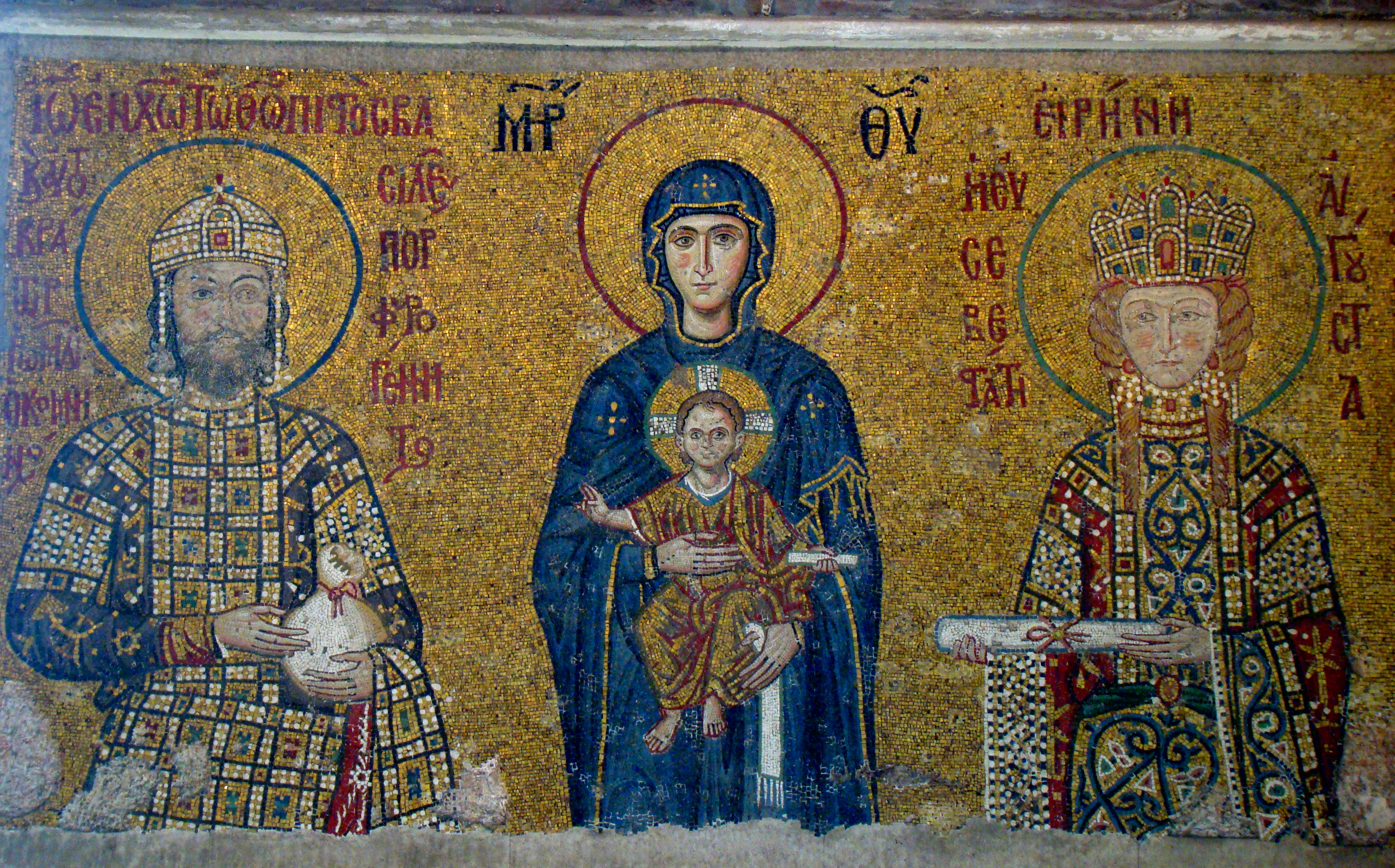
Imperador e sua esposa Irene, avós de João Comneno Vatatzes, flanqueando a Virgem com Menino Jesus

João Comneno Vatatzes era filho do sebastohipertato Teodoro Vatatzes e da porfirogênita Eudóxia Comnena, princesa filha do imperador João II Comneno (r. 1118–1143) e Irene da Hungria. Teodoro era um dos "homens-novos" alçados por João II; a família Vatatzes não estava entre as mais proeminentes da aristocracia bizantina, mesmo sendo muito importante nas cercanias de Adrianópolis, na Trácia. Os pais de João se casaram em 1131 e ele nasceu logo em seguida, provavelmente por volta de 1132.
João tinha um irmão, Andrônico, que também era um importante general - ele liderou um exército contra a cidade de Amaseia em 1176 e terminou morto pelos turcos seljúcidas; eles mostraram a cabeça dele na Batalha de Miriocéfalo que se seguiu. Ele teve também outro irmão, chamado Aleixo. A esposa de João era chamada Maria Ducena e eles tiveram dois filhos, Aleixo e Manuel, o último batizado em homenagem ao tio de João, o imperador Manuel, a quem João era muito devotado - a ponto de permitir que tivesse um caso com sua irmã Teodora.

### Carreira militar no reinado de Manuel I

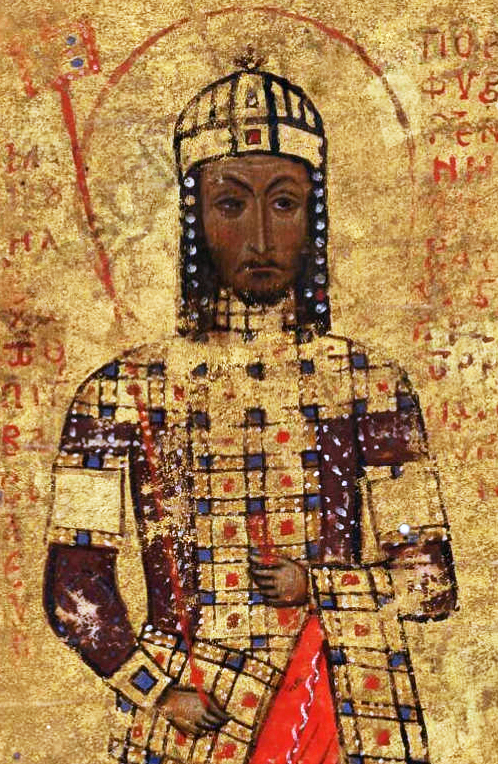
Iluminura de r.

João aparece nas fontes da época como um general graduado na década de 1170; é certo que ele serviu em cargos menores antes disso, mas não há registros sobreviventes sobre esta fase de sua vida. Ele indubitavelmente foi aprendiz do pai, Teodoro, que era também um general, responsável pelo cerco de Zemuno na fronteira húngara em 1151 e conquistador de Tarso na Cilícia em 1158.
Em 1176, o imperador Manuel tentou destruir o Sultanato Seljúcida de Rum, mas foi derrotado em Miriocéfalo. Após uma trégua que permitiu que o exército bizantino saísse do território turco, Manuel não cumpriu com todas as condições acordados, principalmente a destruição das fortalezas na fronteira, exigência do sultão seljúcida Quilije Arslã II como pré-requisito para o fim das hostilidades. A fortaleza de Súbleo foi arrasada, mas Dorileia, muito mais importante, não foi. A reação do sultão foi enviar uma nada desprezível força de cavalaria, com aproximadamente 24 000 homens, para pilhar o território bizantino no vale do Meandro, na Anatólia Ocidental. João Comneno Vatatzes foi encarregado de comandar o exército bizantino e partiu de Constantinopla com ordens de interceptar os invasores. Seus tenentes eram Constantino Ducas e Miguel Aspieta e seu exército foi sendo reforçado conforme iam avançando por território bizantino.
Vatatzes interceptou o exército seljúcida quando ele retornava para o território do Sultanato carregado com os espólios dos saques às cidades bizantinas. Ele então dispôs seu exército de forma a criar uma emboscada clássica, e iniciou seu ataque quanto os turcos estavam cruzando o Meandro, perto dos assentamentos de Hiélio e Limoquir. O exército seljúcida estava quase indefeso e foi completamente destruído; o historiador bizantino Nicetas Coniates afirmou que apenas uns poucos entre os milhares de turcos sobreviveram. O comandante seljúcida, que tinha o título de atabegue, foi morto quando tentava escapar da armadilha. Esta batalha foi uma importante vitória para os bizantinos e serviu de exemplo de quão limitados foram os efeitos da derrota em Miriocéfalo sobre o controle bizantino sobre a Anatólia. A vitória foi seguida de outros raides punitivos contra os nômades turcos da região do vale do Meandro.

### Aleixo II e a revolta

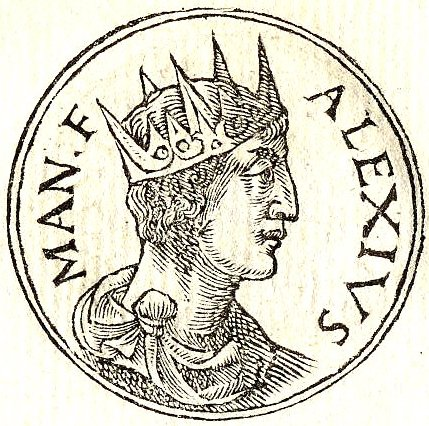
r.

Vatatzes aparece novamente nas fontes em 1182, desta vez com uma posição bastante alta: ele era grande doméstico, o comandante-em-chefe do exército bizantino, e também o estratego do importante Tema da Trácia. A cidade de Adrianópolis era tanto a capital do tema como também a base do poder da família Vatatzes e João aparece como construtor e patrocinador de hospitais e asilos na região.
Após a morte de Manuel I em 1180, seu filho Aleixo II Comneno assumiu o trono. Como ele era apenas uma criança, o poder estava nas mãos de sua mãe, a imperatriz Maria de Antioquia. Porém, seu governo era impopular, principalmente entre a aristocracia, que ressentia a sua origem latina. Quando o primo de Manuel, Andrônico Comneno tentou tomar o poder no início de 1182, ele escreveu para Vatatzes numa tentativa de suborná-lo. João reconheceu Andrônico como um tirano potencial e escreveu de volta em termos insultuosos. O primo de Vatatzes, Andrônico Contostefano, o comandante da marinha bizantina, porém, foi iludido e teve um papel preponderante no golpe ao permitir que as forças de Andrônico invadissem Constantinopla. Uma vez no poder, Andrônico Comneno se mostrou de fato um tirano imbuído de um ardente desejo de romper o poder e influência das famílias aristocráticas bizantinas.

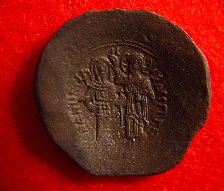
Traqui de bilhão de

No final de 1182, com Andrônico firme no poder, Vatatzes aparece morando perto de Filadélfia, na Anatólia Ocidental; presume-se que ele tenha perdido todos os seus cargos. Como membro de uma família imperial e um general respeitado e vitorioso, ele não teve dificuldades para criar um grande exército quando ele resolveu se rebelar abertamente contra o novo regime. Vatatzes considerava Andrônico um "adversário demoníaco" que estava "concentrado em exterminar a família imperial". Pelo menos esta segunda acusação era verdade.
Andrônico I enviou o general Andrônico Lampardas (ou Lapardas) contra Vatatzes com um grande exército. Vatatzes, que havia ficado seriamente doente, deu-lhe combate perto de Filadélfia. Ele primeiro instruiu seus filhos, Manuel e Aleixo, em como dispor o exército e, em seguida, foi carregado até uma colina de onde ele podia observar a batalha numa liteira. As forças de Vatatzes foram vitoriosas e as tropas remanescentes de Lampardas, em fuga, foram perseguidas. Porém, uns poucos dias depois, em 16 de maio de 1182, João Vatatzes morreu. Sem o líder, a revolta rapidamente se desfez e os filhos do general fugiram para a corte do sultão seljúcida. Posteriormente, quando tentavam chegar à Sicília por mar, naufragaram e terminaram presos. Eles foram então cegados por ordem de Andrônico I, que considerou a morte de Vatatzes como "providência divina". Depois do fracasso da revolta, ele se encorajou a declarar-se coimperador ao lado de Aleixo.

## Legado
João Comneno Vatatzes é uma das poucas figuras cujo caráter é descrito com uma admiração pura nas obras do historiador bizantino Nicetas Coniates.